# Torre de las Tres Marías I
Torre de las Tres Marías I está enclavado en el macizo Occidental de los Picos de Europa o Cornión, en la divisoria de los concejos asturianos de Amieva y Cangas de Onís  en la cordillera Cantábrica.
- Datos: Q6150579